# Jonatan Sarikoski
Jonatan Sarikoski (* 1990) ist ein finnischer Jazzmusiker (Schlagzeug).

## Leben und Wirken
Sarikoski erhielt ab 1997 Musikunterricht am Pop- & Jazz-Konservatorium in Helsinki, nachdem er ein Jahr lang Schlagzeug gespielt hatte. 2004 begann er sein Vorstudium an der Junior-Akademie der Sibelius-Akademie. Bald nahm er mit der Finnish Junior All Star Big Band auf.
Seit 2006 arbeitet Sarikoski in verschiedenen Projekten. Zunächst gehörte er zu Quartester, das 2009 den finnischen Wettbewerb der Young Nordic Jazz Comets gewann. Seit 2011 trat er mit dem Pianisten Iiro Rantala in dessen Programm Lost Heroes auf (u. a. beim JazzFest Berlin). Dann war er Teil des Artturi Rönkä Quartet (später bekannt als AR Quartet), das 2012 den finnischen Wettbewerb der Young Nordic Jazz Comets gewann (Album AR Quartett 2014). Er ist mit dem UMO Jazz Orchestra aufgetreten. Auch gehörte er zu Kasperi Sarikoski & Nuance sowie zu Mikko Pettinen & Happy People, mit denen Alben entstanden, und arbeitete mit Severi Pyysalo, Jouni Järvelä, Jukka Tolonen, Jukka Perko und Vilkka Wahl. Seit 2017 ist er von Wien aus tätig. 2018 gründete er seine eigene Band Jonatan Sarikoski Search Party, deren Debütalbum The Time Is Ripe 2020 bei Unit Records erschien.